# Marceli (biskup Paryża)
Marceli z Paryża, łac. Marcellus (ur. ok. 396, zm. 1 listopada ok. 436) – uważany za dziewiątego biskupa Paryża oraz jednego z patronów miasta, francuski święty katolicki.
Jego żywot spisał Wenancjusz Fortunat na prośbę św. Germana.
Wspomnienie liturgiczne obchodzono najpierw 3 listopada. W benedyktyńskim Martyrologium Usuarda, spisanym w IX wieku w imieniu Karola II Łysego, Marcel został ujęty w dniu swojej śmierci, tj. 1 listopada.